# Clemens Aigner
Clemens Aigner (2 febbraio 1993) è un saltatore con gli sci austriaco.

## Biografia
Aigner, originario di Steinach am Brenner, in Coppa del Mondo ha esordito il 4 gennaio 2015 a Innsbruck (50°) e ha ottenuto il primo podio il 18 novembre 2017 a Wisła (2º). Ai Mondiali di volo di Oberstdorf 2018 è stato 18º nella gara individuale e 5º in quella a squadre, mentre ai XXIII Giochi olimpici invernali di Pyeongchang 2018, sua prima presenza olimpica, si è classificato 31º nel trampolino lungo; il 26 febbraio 2022 ha conquistato, nelle gare a squadre disputata a Lahti, la prima vittoria in Coppa del Mondo.

## Palmarès

### Coppa del Mondo
- Miglior piazzamento in classifica generale: 29º nel 2023
- 5 podi (tutti a squadre):
  - 1 vittoria
  - 1 secondo posto
  - 3 terzi posti

#### Coppa del Mondo - vittorie
| Data             | Località | Nazione   | Trampolino                                                           |
| ---------------- | -------- | --------- | -------------------------------------------------------------------- |
| 26 febbraio 2022 | Lahti    | Finlandia | Salpausselkä HS130 (con Jan Hörl, Ulrich Wohlgenannt e Stefan Kraft) |

### Campionati austriaci
- 4 medaglie[2]:
  - 1 oro (gara a squadre dal trampolino normale nel 2017)
  - 1 argento (gara a squadre dal trampolino normale nel 2016)
  - 2 bronzi (gara a squadre dal trampolino normale nel 2013; trampolino normale nel 2015)